# Louis Eugène Félix Néel

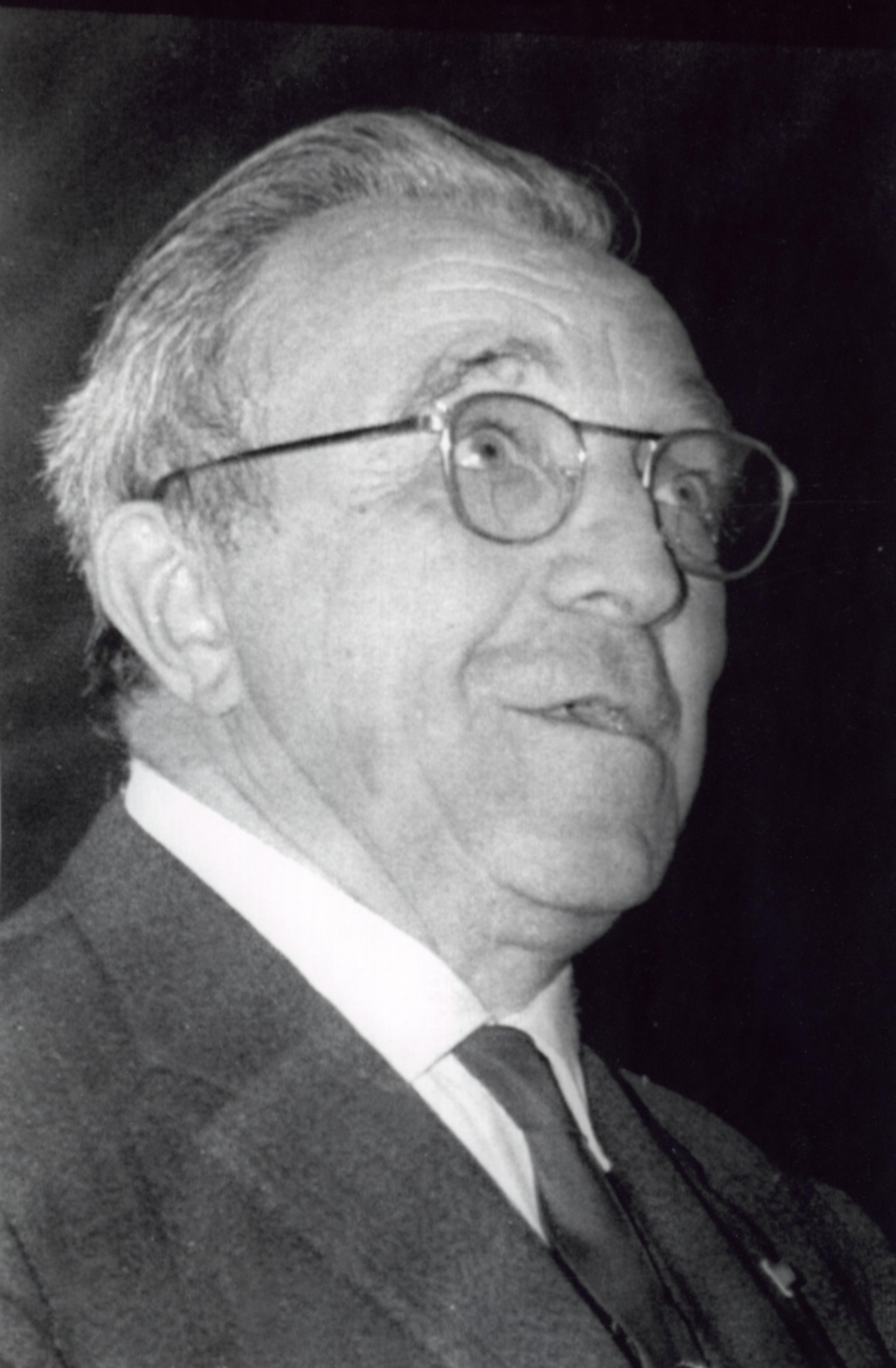
Louis Eugène Félix Néel (1970)

Louis Eugène Félix Néel (22/11/1904 - 17/11/2000) là một nhà vật lý học Pháp. Louis Eugène Félix Néel được trao Giải Nobel Vật lý năm 1970 cho "Nghiên cứu cơ bản và khám phá những tính chất sắt từ và phản sắt từ dẫn đến các ứng dụng quan trọng trong Vật lý chất rắn".
Louis Eugène Félix Néel sinh ở Lyon. Ông học tại Lycée du Parc ở Lyon và đã được nhận vào École Normale Supérieure ở Paris. Ông là người cùng nhận giải (với các nhà vật lý thiên văn Thụy Điển Hannes Alfvén) của giải Nobel Vật lý năm 1970 cho các nghiên cứu tiên phong của ông về các tính chất từ của chất rắn. Những đóng góp của ông vật lý chất rắn đã tìm thấy nhiều ứng dụng hữu ích, đặc biệt trong sự phát triển của các đơn vị bộ nhớ máy tính được cải thiện. Năm 1930, ông cho rằng một hình thức mới của hành vi từ tính có thể tồn tại, được gọi là hiện tượng phản sắt từ, như trái ngược với sắt từ. Trên một nhiệt độ nhất định (nhiệt độ Néel) hành vi này dừng lại. Néel chỉ ra (1947) rằng các tài liệu cũng có thể tồn tại hiển thị ferrimagnetism. Néel cũng đã đưa ra một lời giải thích của từ trường yếu của các loại đá nhất định, có thể nghiên cứu về lịch sử của từ trường của Trái Đất.